# NGC 3237
NGC 3237 је спирална галаксија у сазвежђу Велики медвед која се налази на NGC листи објеката дубоког неба.
Деклинација објекта је + 39° 38' 50" а ректасцензија 10h 25m 43,4s. Привидна величина (магнитуда) објекта NGC 3237 износи 13,0 а фотографска магнитуда 14,0. NGC 3237 је још познат и под ознакама UGC 5640, MCG 7-22-3, CGCG 212-7, PGC 30610.